# Tage des Gedenkens und der Versöhnung
Als Tage des Gedenkens und der Versöhnung wurden der 8. und 9. Mai erklärt, dies anlässlich der UNO-Plenarsitzung vom 22. November 2004.
Die UNO-Mitgliedstaaten wurden aufgefordert, jedes Jahr „zu Ehren aller Opfer des Zweiten Weltkriegs entweder einen oder beide Tage in gebührender Weise zu begehen“. In der englischen und russischen Fassung steht ausdrücklich, dass dieser Vorschlag keine bereits bestehenden Tage der Befreiung ersetzen soll. Im mehreren Ländern Westeuropas wird bereits seit längerem am 8. Mai der Tag der Befreiung begangen, weil die bedingungslose Kapitulation der Wehrmacht um Mitternacht zwischen dem 8. und 9. Mai stattfand.
In der Ukraine wurde der „Tag des Sieges über den Nazismus im zweiten Weltkrieg“ (ukrainisch День перемоги над нацизмом у Другій світовій війні) am 9. Mai durch den 8. Mai als „Tag des Gedenkens und der Versöhnung“ (ukrainisch День пам'яті та примирення) ersetzt. Dies wurde in der Presse als eine Abstandnahme zur sowjetischen Traditionen (Gedenktag am 9. Mai) bewertet.

## Belege
1. ↑  RESOLUTION 59/26 in 6 Offiziellen Sprachen, Original, Vereinte Nationen
2. ↑  Tage des Gedenkens und der Versöhnung für die Opfer des Zweiten Weltkrieges auf dertagdes.de
3. ↑  "§1.. while recognizing that Member States may have individual days of victory, liberation and commemoratio"
4. ↑  Wie die Ukraine mit dem 9. Mai umgeht, mdr, 8. Mai 2017
5. ↑  8. Mai - Tag des Gedenkens und der Versöhnung (Memento vom 10. Mai 2018 im Internet Archive), Generalkonsulat der Ukraine in Frankfurt am Main, 8. Mai 2017